# Oplopomops diacanthus
Az Oplopomops diacanthus a csontos halak (Osteichthyes) főosztályának a sugarasúszójú halak (Actinopterygii) osztályába, ezen belül a sügéralakúak (Perciformes) rendjébe, a gébfélék (Gobiidae) családjába és a Gobiinae alcsaládjába tartozó faj.
Nemének egyetlen faja.

## Előfordulása
Az Oplopomops diacanthus az Indiai-óceánban a Maldív-szigetek vizeiben, míg a Csendes-óceánban a Marshall- és a Phoenix-szigetek körül található meg. A Kapingamarangi nevű sziget vizeiben észrevett gébféle, nem biztos, hogy az Oplopomops diacanthus fajhoz tartozik.

## Megjelenése
Ez a gébféle legfeljebb 7,5 centiméter hosszú. Hátúszóján 7 tüske látható.

## Életmódja
Trópusi és tengeri hal, amely a korallzátonyok közelében levő homokos és kavicsos aljzaton él. 10 méternél mélyebbre nemigen hatol le. Általában a világosabb színű, homokos tengerfenéket választja élőhelyül, ahol részben a homokba fúródva tartózkodik. Még nem ismert, hogy az Oplopomops diacanthus, üreglakó gerinctelenekkel társul.